# Ted Wedebrand
Ted Gunnar Wedebrand, född 18 maj 1980 i Stockholm, är huvudsakligen trummis och en av grundarna till black metal-bandet Shining. Wedebrand, som han kallar sig i musiksammanhang, lämnade Shining 2001 på grund av meningsskiljaktigheter, som dock senare reddes ut, med sångaren Niklas Kvarforth, och ersattes av Hellhammer från norska Mayhem.
Wedebrand har även figurerat i italienska black metal-akten Forgotten Tomb och ersatte, i november 2007, Trish, i före detta Mayhem-vokalisten Sven Erik Kristiansens (Maniac) soloprojekt Skitliv.
Skitliv, Shining och Hellsaw turnerade i Europa under december 2007. Wedebrand har inte varit aktiv i scenen efter turnén med Skitliv, och blev ersatt inför skivinspelningen av Dag-Otto Basgård som är Skitlivs trummis 2025.

## Diskografi

### MedShining
- Submit to Selfdestruction (EP) (1998)
- I / Within Deep Dark Chambers (2000)
- II / Livets Ändhållplats (2001)

### Med Forgotten Tomb
- Springtime Depression (2003)